# Чан Ань Хунг
Чан Ань Хунг (вьет. Trần Anh Hùng; 23 декабря 1962 года, Дананг, Южный Вьетнам) — французский кинорежиссёр и сценарист вьетнамского происхождения.

## Биография
Родился 23 декабря 1962 года в Южном Вьетнаме (по одним данным в Дананге, по другим в Митхо).
После победы коммунистов во Вьетнаме в 1975 году эмигрировал вместе с родителями через Лаос во Францию. Во Франции закончил операторское отделение Национальной высшей школы Луи Люмьера в 1987 году.

### Карьера
Дипломная работа Чан Ань Хунга — короткометражка «Замужняя женщина из уезда Намсыонг» (1987) — вошла в параллельную программу Каннского кинофестиваля 1989 года.
Его дебютный полнометражный художественный фильм «Аромат зелёной папайи» (1993) был одобрительно принят публикой и критикой, получил несколько крупных премий. Вместе с последующими лентами «Велорикша» (1995) и «Вертикальный луч солнца» (2000) он составил авторскую «вьетнамскую кинотрилогию» режиссёра, принёсшую ему мировое признание.
В 2023 году на 76-м Каннском кинофестивале состоялась премьера фильма «Рецепт любви». Картина была отобрана для участия в основной конкурсной фестиваля и получила приз за лучшую режиссуру.

### Семья
Жена Чан Ань Хунга — актриса Чан Ны Йен Кхе (род. 1968), сыграла главные роли в фильмах «вьетнамской кинотрилогии».

## Фильмография
| 1987 | Замужняя женщина из уезда Намсыонг / Người thiếu phụ Nam Xương / La Femme Mariée de Nam Xuong | зелёная ✓ | зелёная ✓ |
| 1991 | Камень ожидания / Hòn vọng phu / La Pierre de l’Attente                                       | зелёная ✓ | зелёная ✓ |
| 1993 | Аромат зелёной папайи                                                                         | зелёная ✓ | зелёная ✓ |
| 1995 | Велорикша                                                                                     | зелёная ✓ | зелёная ✓ |
| 2000 | Вертикальный луч солнца                                                                       | зелёная ✓ | зелёная ✓ |
| 2009 | Я прихожу с дождём                                                                            | зелёная ✓ | зелёная ✓ |
| 2010 | Норвежский лес                                                                                | зелёная ✓ | зелёная ✓ |
| 2016 | Вечность                                                                                      | зелёная ✓ | зелёная ✓ |
| 2023 | Рецепт любви                                                                                  | зелёная ✓ | зелёная ✓ |

## Награды
- 1993 — Премия «Золотая камера» за лучший дебютный полнометражный фильм и премия молодёжной аудитории в программе «Особый взгляд» на 46-м Каннском кинофестивале за фильм «Аромат зелёной папайи»[5]
- 1994 — Премия Сезар за лучший дебитный фильм за фильм «Аромат зелёной папайи»[6]
- 1994 — Премия Британского киноинститута
- 1995 — Золотой лев и премия ФИПРЕССИ Венецианского кинофестиваля за фильм «Велорикша»
- 2023 — Приз за лучшую режиссуру на 76-м Каннском кинофестивале за фильм «Рецепт любви»[4]